# Studio per Composizione II
Studio per composizione II è un dipinto a olio su tela (97,5x130,5 cm) realizzato nel 1910 dal pittore Vasilij Kandinskij. È conservato nel Solomon R. Guggenheim Museum di New York.
Questo quadro fu esposto nel 1910, alla seconda mostra della Nuova Associazione degli Artisti di Monaco.